# Ołeksij Antiuchin
Ołeksij Wołodymyrowycz Antiuchin, ukr. Олексій Володимирович Антюхін, ros. Алексей Владимирович Антюхин, Aleksiej Władimirowicz Antiuchin (ur. 25 listopada 1971 w Zaporożu, Ukraińska SRR) – ukraiński piłkarz, grający na pozycji napastnika, a wcześniej pomocnika, reprezentant Ukrainy, trener piłkarski.

## Kariera piłkarska

### Kariera klubowa
Wychowanek SDJuSzOR Metałurh Zaporoże. Pierwszy trener W.F.Olijnyk. W 1989 rozpoczął karierę piłkarską w drużynie Torpeda Zaporoże. W 1990 został piłkarzem Metałurha Zaporoże, skąd w 1993 przeszedł do Tawrii Symferopol. W sezonie 1994/1995 z 18 bramkami został najlepszym strzelcem klubu. W 1996 zaproszony do Dynama Kijów, ale w podstawowej jedenastce zaliczył tylko 6 występów, a w drugiej drużynie Dynama-2 z 22 bramkami pobił rekord w ilości strzelonych goli w sezonie. W następnym sezonie przeszedł do Worskły Połtawa, a na początku 1999 powrócił do Tawrii. W 2001 wyjechał do Rosji, gdzie bronił barw klubów Urałan Elista, Czernomoriec Noworosyjsk i Dinamo Stawropol. W 2004 powrócił do Ukrainy, gdzie zakończył karierę piłkarską w klubie Dynamo-IhroSerwis Symferopol.

### Kariera reprezentacyjna
9 kwietnia 1996 roku debiutował w narodowej reprezentacji Ukrainy w zremisowanym 2:2 meczu towarzyskim z Mołdawią.

## Kariera trenerska
Na początku 2005 rozpoczął karierę trenerską w klubie Feniks-Illiczoweć Kalinine. Po zakończeniu rundy jesiennej sezonu 2008/2009 w związku z problemami finansowymi podał się do dymisji.

## Sukcesy i odznaczenia

### Sukcesy klubowe
- mistrz Ukrainy: 1997
- wicemistrz Rosyjskiej Pierwszej Dywizji: 2001, 2002
- finalista Pucharu Ukrainy: 1994
- finalista Pucharu Rosyjskiej Premier-Ligi: 2003

### Sukcesy indywidualne
- wicekról strzelców Mistrzostw Ukrainy: 1995
- rekordzista Tawrii Symferopol w ilości strzelonych goli w sezonie: 18 goli w 1994/95
- rekordzista Dynamo-2 Kijów w ilości strzelonych goli w sezonie: 22 goli w 1996/97